# 勝鬨橋
35°39′44″N 139°46′30″E / 35.6623°N 139.7749°E
勝鬨橋是位於日本東京都中央區的橋梁，坐落於隅田川下游，啟用於1940年6月14日。在築地大橋完工前，長期是隅田川上離出海口最近的橋梁。在過去因為時有大型載貨船隻經過，故設計成一座可以自中間打開的橋，是日本少見的可動橋之一，於1970年11月29日做最後一次的開啟。雖然機械仍保留未拆，不過現在已無法開啟，近年來雖有要求再度開啟的聲音，但由于修繕機械需要極高的費用（約10億日圓），加上對當地交通將產生很大影響，因此難以實現。2007年6月18日，與清洲橋和永代橋共同被列入日本的重要文化財產。

## 位置

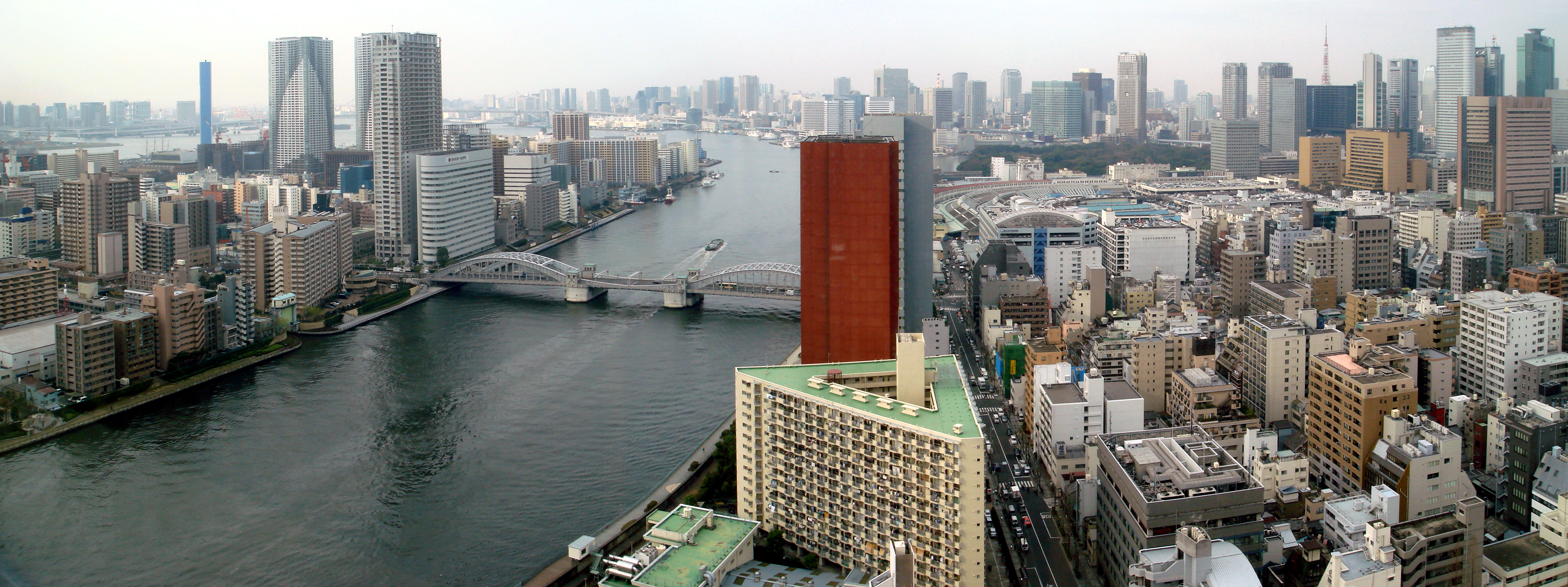
勝鬨橋及其周邊地區

位於晴海通上，通往新橋的位置。

## 構造與應用
- 兩邊的橋樑為上承式圓拱狀花樑、中間為鑄鐵製可動式橋梁、開啟時最大角度可達70度，其橋墩與兩邊的兩座塔狀物體均為石造，下方有設置專用人行步道，在水路與橋上馬路的不同方向均有安裝一支雙色信號燈。
- 中間有可動式橋梁的橋墩裡面各安裝兩台出力3300伏特的直流發電機，以齒輪的方式控制橋梁開閉。此外在四座塔狀物體上分別設置了控制室、眺望臺(上下水路兩間)與值班室等設施。
- 當中間的橋梁要升起時，會先發出道路部分的電鈴聲，同時在道路兩邊圓拱狀花樑正上方的雙色信號燈會亮起紅燈。待道路車輛停車中間橋樑淨空後發出警示音並升起。
- 可動式橋梁上的四個門樑為過去路面電車專用的剛性架線支撐架。

## 流行文化
其知名度也成為暢銷動畫《烏龍派出所》與其電影版裡面取景的地方，同時電影版也將它應用在劇情裡。
另外在藤島康介原作的日本漫畫作品《逮捕令》(警花逮捕令)其電影版也有出現打開的虛構劇情。